# Männiku (Tallinn)
Männiku Tallinn egyik városrésze Nõmme kerület kerületben. A városrész Liiva városrésztől délre helyezkedik el,
az Ülemiste-tótól délnyugatra. Határos még vele északnyugatról Nõmme városrész, Rahumäe, Raudalu városrész, valamint délről Saku község. Területe 4,47 km², népessége 5870 fő.

## Történelem
A Tallinn-Viljandi vasútvonalat 1900-ban adták át a forgalomnak. A Raudtee és a Valdeku utcák találkozásánál építették meg a vasútállomást. Ezt követően a városrendezési tervekben felmerült, hogy kertvárosi övezetet építenek ki az állomás környékén. Ezen építési terv végrehajtását azonban megakasztotta az első világháború kitörése. A fővárosból Sakuba vezető útvonalat 1927-ben nevezték el Männikunak. Hosszú időn keresztül a terület rendkívül ritkán lakott volt. 
Itt helyezkedett el az észt hadsereg egyik laktanyája. 1936. június 15-én az itt tárolt robbanóanyagok a rossz tárolási körülmények miatt egy sor robbanással megsemmisültek. A balesetben 61-en vesztették életüket, köztük 4 tűzoltó is, akik a mentési munkálatokban vettek részt.
Észtország függetlenné válását követően a városrészbe települt korábbi gyárak jelentős része bezárta kapuit.

## Földrajza
A korábban a városrész területén bányászott homok miatt több nagyobb kiterjedésű bányató is található a területen.

## Népessége
| Év   | Lakosság száma |
| ---- | -------------- |
| 2017 | 5870           |
| 2016 | 5988           |
| 2015 | 6043           |
| 2014 | 5978           |
| 2013 | 5990           |
| 2012 | 5993           |
| 2011 | 6019           |

## Közlekedés
A városrészt érinti a helyi járatként üzemelő autóbuszközlekedési hálózat 5-ös, illetve 33-as számozású vonala.
Főbb útvonalak:
- Vabaduse pst
- Männiku tee[4]

## Kultúra
A városrészben könyvtár található.

## Fordítás
- Ez a szócikk részben vagy egészben  a   Männiku című észt Wikipédia-szócikk ezen változatának fordításán alapul.  Az eredeti cikk szerkesztőit annak laptörténete sorolja fel. Ez a jelzés csupán a megfogalmazás eredetét és a szerzői jogokat jelzi, nem szolgál a cikkben szereplő információk forrásmegjelöléseként.